# 波恩大教堂
波恩大教堂（德語：Bonner Münster）是位於德國城市波恩的一座羅馬天主教教堂。波恩大教堂是德國歷史最悠久的教堂之一，修建於11世紀至13世紀之間。波恩大教堂曾是天主教科隆總教區事實上的主教座堂，現在是一座乙級宗座聖殿。
50°44′00″N 7°05′59″E / 50.73333°N 7.09972°E